# Polarimetrie
In de polarimetrie wordt de verandering van de trillingsrichting (polarisatievlak) van lineair gepolariseerd licht gemeten bij passage van optisch actieve vloeistof of oplossing. De draaiingshoek wordt gemeten met een polarimeter. Deze bestaat grofweg uit een monochromator lichtbron, een polarisator om gepolariseerd licht te verkrijgen, een monsterbuis met vensters en een analysator om het polarisatorvlak van het uittredende licht te meten.
Een polarimeter meet de draaiingshoek van de optisch actieve stoffen. Wanneer licht door dergelijke chirale stoffen passeert, zal elke molecule het licht een klein beetje afbuigen (eigenlijk buigt elke molecule het licht af, maar bij achirale producten kan men een spiegelsymmetrievlak in de molecule vinden; moleculen die gespiegeld zijn buigen het licht in tegengestelde richting af, zodat het nettoresultaat geen draaiing oplevert). De mate van afbuiging hangt af van de golflengte van het gebruikte licht. Bovendien geldt hoe meer moleculen met het licht interageren, hoe meer het licht afgebogen wordt.
Het monochromatisch licht dat men gebruikt, wordt eerst door een polarisator geleid. De polarisator is vaak een Nicolprisma. Deze zorgt ervoor dat het licht gepolariseerd wordt in één enkel vlak: de resulterende lichtbundel bevat enkel fotonen, of lichtdeeltjes, waarvan de uitwijking van de elektromagnetische velden zich in hetzelfde vlak bevinden. Vervolgens gaat het licht door een buis die het staal (ofwel de vloeibare optisch actieve stof, ofwel het product opgelost in een achiraal optisch niet actief solvent) bevat. Het vlak van het licht wordt hierbij afgebogen, waarna het door een tweede polarisator gebracht wordt. Wanneer het polarisatievlak van het licht niet perfect overeenkomt met het polarisatievlak van de tweede polarisator komt er geen licht door. Het verschil in draaiingshoek met en zonder staal wordt hierbij op een nauwkeurige schaal afgelezen: met gebruik van licht afkomstig van de gele D-lijn (589 nanometer) van natrium of de groene kwiklijn is een precisie mogelijk tot 0,01°.
De polarimeter werd uitgevonden door François Arago. Voor het bepalen van de draaiingshoek werden goniometers gebruikt en het menselijk oog voor waarneming. In plaats van het oog worden tegenwoordig in steeds meer moderne polarimeters fotocellen gebruikt voor de waarnemingen.